# Holland, Ohio
Holland là một làng thuộc quận Lucas, tiểu bang Ohio, Hoa Kỳ. Năm 2010, dân số của làng này là 1764 người.

## Dân số
- Dân số năm 2000: 1306 người.
- Dân số năm 2010: 1764 người.